# Emily Pogorelc
Emily Pogorelc es una soprano de ópera estadounidense. Es miembro de la Ópera Estatal de Baviera en Múnich y ha interpretado papeles destacados a nivel internacional.

## Biografía
Nacido en Milwaukee, estudió en el Instituto de Música Curtis en Filadelfia y se graduó en 2018. Ganó el Premio Ginette Theano al Talento Más Prometedor en la primera competencia de Ópera del Festival de Glyndebourne en 2018. Hizo su debut como Cunegonde en Candide de Bernstein en la Ópera Nacional de Washington. Luego participó en la Mozart Académie del Festival de Aix-en-Provence, y en el Programa de Jóvenes Artistas Britten-Pears del Festival de Aldeburgh. Actuó en el Festival Glimmerglass, como Romilda en Serse de Handel, como Berenice en La ocasión hace al ladrón de Rossini, y como Johanna en Sweeney Todd de Sondheim. Fue miembro del Centro de Ópera Ryan en la Ópera lírica de Chicago, donde apareció como Ilia en Idomeneo, rey de Creta de Mozart, Zerlina en Don Giovanni y la Voz del pájaro del bosque y Woglinde en El anillo del nibelungo de Wagner. Interpretó varios papeles pequeños en la Ópera lírica de Chicago.
Se convirtió en miembro de la Ópera Estatal de Baviera en 2020, donde su primer papel fue Zaunschlüpfer en Die Vögel de Walter Braunfels, seguida de Gretel en Hansel y Gretel de Humperdinck, Sofia en Il signor Bruschino de Rossini, Adina en El elixir de amor de Donizetti, Musetta en La bohème de Puccini y Najade en Ariadna en Naxos de Richard Strauss. Apareció como Cherubino en Las bodas de Fígaro de Mozart como parte del Festival de Ópera de Múnich de 2021. Actuó allí como Lauretta en una reposición de 2021 de una producción de 2017 de Gianni Schicchi de Puccini, dirigida por Lotte de Beer y dirigida por Bertrand de Billy, junto a Ambrogio Maestri en el papel principal, y un crítico señaló que su «hermosa» interpretación de «O mio babbino caro» «detuvo el espectáculo». Ganó un tercer premio en la competencia Operalia en el 2021.